# Do U Still?
A Do You Still? című dal a brit fiúcsapat East 17 nevű formáció 2. kimásolt kislemeze az Up All Night című albumról. A dal mérsékelt siker volt Európában, csupán az Egyesült Királyságban sikerült a 7. helyig jutnia.

## Megjelenések
7"  London Records – LON 379
- A	Do U Still? (Single Remix) - 4:19 Engineer [Remix] – Bob Kraushaar, Remix, Producer [Additional Production] – Ian Stanley
- B	Holding On - 4:52 Strings, Arranged By [Additional String Arrangements] – Richard Niles

CD Single  London Records – LONCD 379
1. Do U Still? (Single Remix) - 4:19  Engineer [Remix] – Bob Kraushaar, Remix, Producer [Additional] – Ian Stanley
2. Holding On - 5:37 Arranged By [Additional String Arrangements] – Richard Niles
3. Holding On (Groovin' Mix) - 4:43

## Slágerlista
| Slágerlista (1996)                           | Legjobb helyezés |
| -------------------------------------------- | ---------------- |
| Ausztrália (ARIA)                            | 54               |
| Németország (Official German Chart)          | 23               |
| Írország (IRMA)                              | 8                |
| Svájc (Schweizer Hitparade)                  | 22               |
| Egyesült Királyság (Official Charts Company) | 7                |